# Kiara Parker
Kiara Parker (28 de octubre de 1996) es una deportista estadounidense que compite en atletismo, especialista en las carreras de relevos. Ganó una medalla de bronce en el Campeonato Mundial de Atletismo de 2019, en la prueba de 4 × 100 m.

## Palmarés internacional
| Campeonato Mundial | Campeonato Mundial | Campeonato Mundial | Campeonato Mundial |
| Año                | Lugar              | Medalla            | Prueba             |
| ------------------ | ------------------ | ------------------ | ------------------ |
| 2019               | Doha (Catar)       | Medalla de bronce  | 4 × 100 m          |